# Aérodrome de Champagnole - Crotenay
L’aérodrome de Champagnole - Crotenay  (code OACI : LFGX) est un aérodrome agréé à usage restreint, situé sur la commune de Crotenay à 7,2 km à l’ouest-nord-ouest de Champagnole dans le Jura (région Franche-Comté, France).
Il est utilisé pour la pratique d’activités de loisirs et de tourisme (aviation légère et aéromodélisme).

## Histoire
L’aérodrome fut créé en 1933 sous l’initiative de Camille Prost, maire de Champagnole, et du colonel De Chassey.
Lors de la Seconde Guerre mondiale, la Wehrmacht  a creusé des tranchées en travers de la piste rendant  tout atterrissage sur la plaine de Chaux impossible. L’activité reprendra à la sortie de la guerre.
Selon la thèse d'André Berthier concernant l'histoire du siège d'Alésia, la première attaque de Vercingétorix contre l’armée romaine de Jules César eut lieu sur l’emplacement actuel de l’aérodrome.

## Installations
L’aérodrome dispose d’une piste en herbe orientée sud-nord (01/19) et longue de 650 mètres.
L’aérodrome n’est pas contrôlé. Les communications s’effectuent en auto-information sur la fréquence de 123,500 MHz.

## Activités
- Aéroclub de Champagnole - Crotenay

L’aéroclub possède un Robin DR-400 140B muni d’une hélice petit pas, ce qui permet d’avoir un taux de montée important et de décoller face au bois en toute sécurité.
L’aéroclub dispose d’une école de pilotage et propose des baptêmes de l’air.
- Radio modèle club de Crotenay

## Environnement
La plateforme abrite une grande diversité d’espèces végétales car aucun engrais n’est mis sur la piste. On trouve par exemple des orchidées, du sainfoin ou encore des œillets.

## Transport sanitaire
En 1961, le médecin de campagne De Garrigues et le pilote, monsieur Thévenin, évacuèrent un jeune enfant jusqu’à Lyon. Ce fut la première évacuation sanitaire.
Aujourd’hui, les évacuations secondaires du secteur de Champagnole à l’aide de l’hélicoptère EC145 de la sécurité civile se font à partir de l’aérodrome.

## Galerie

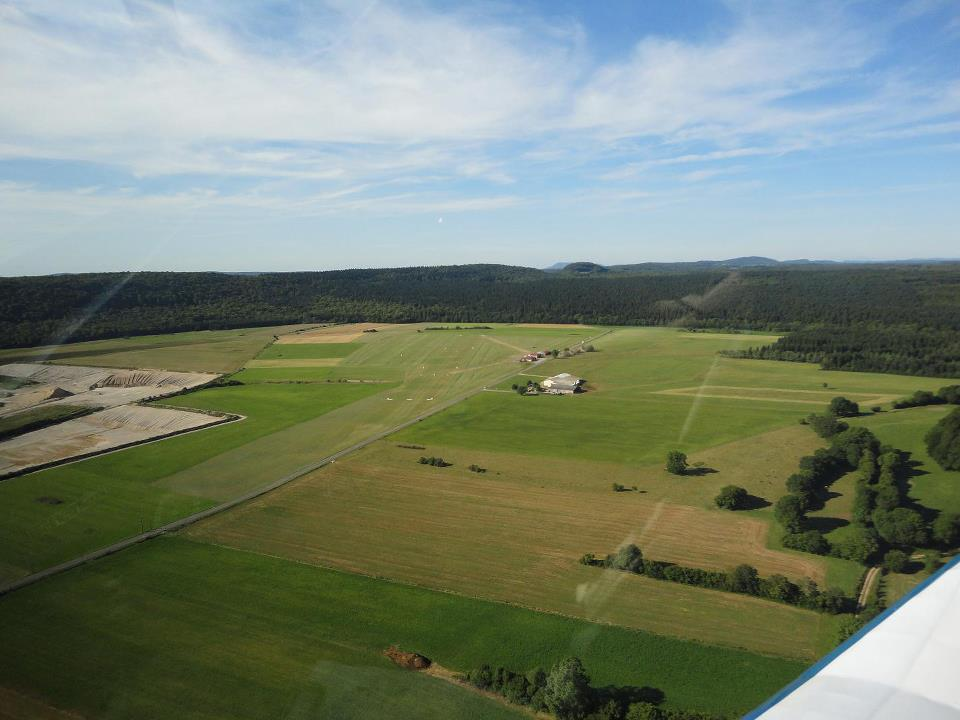
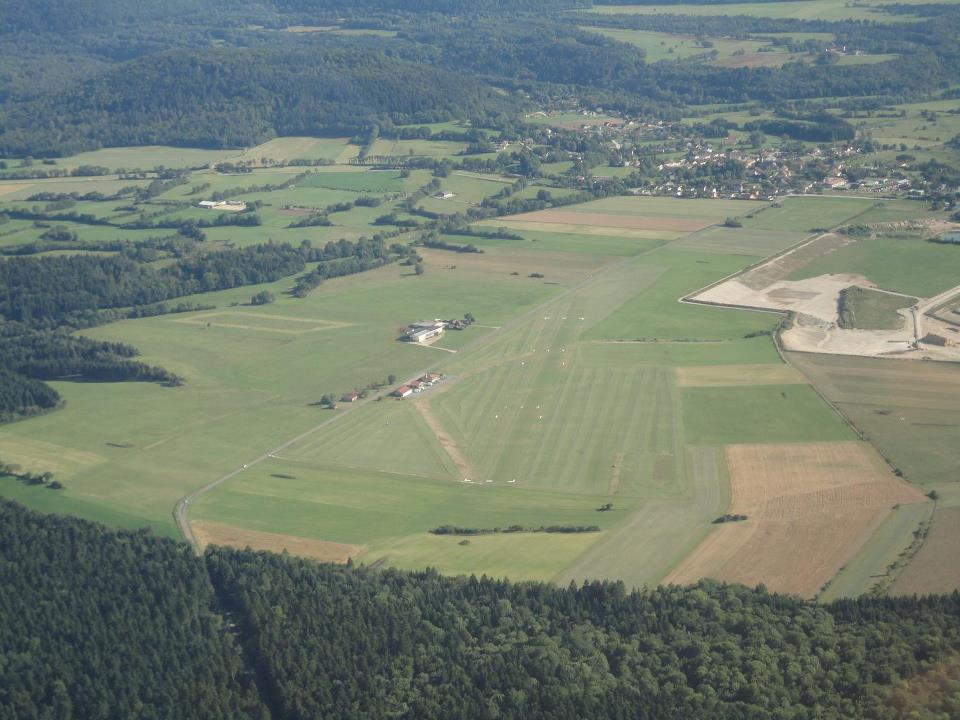
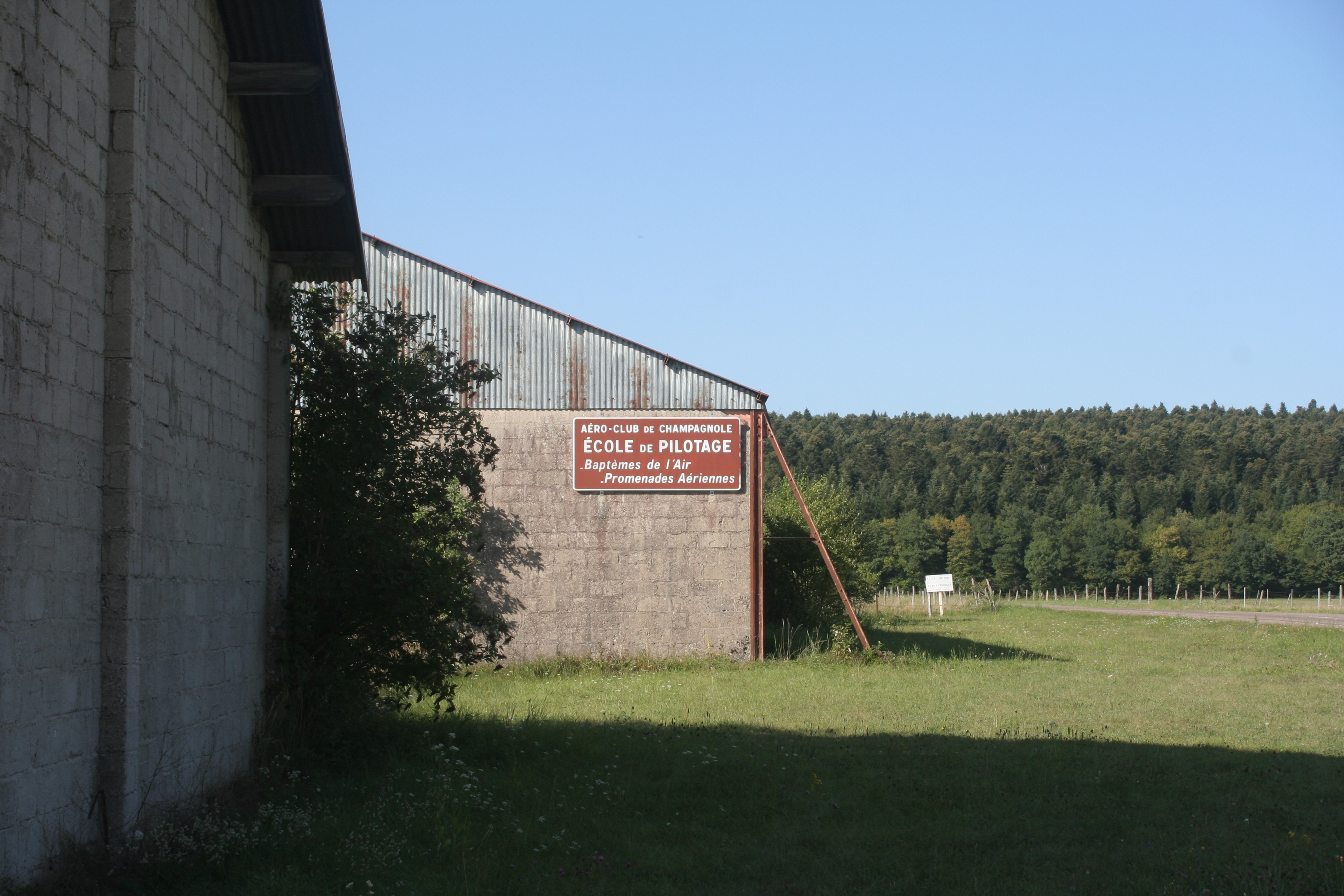
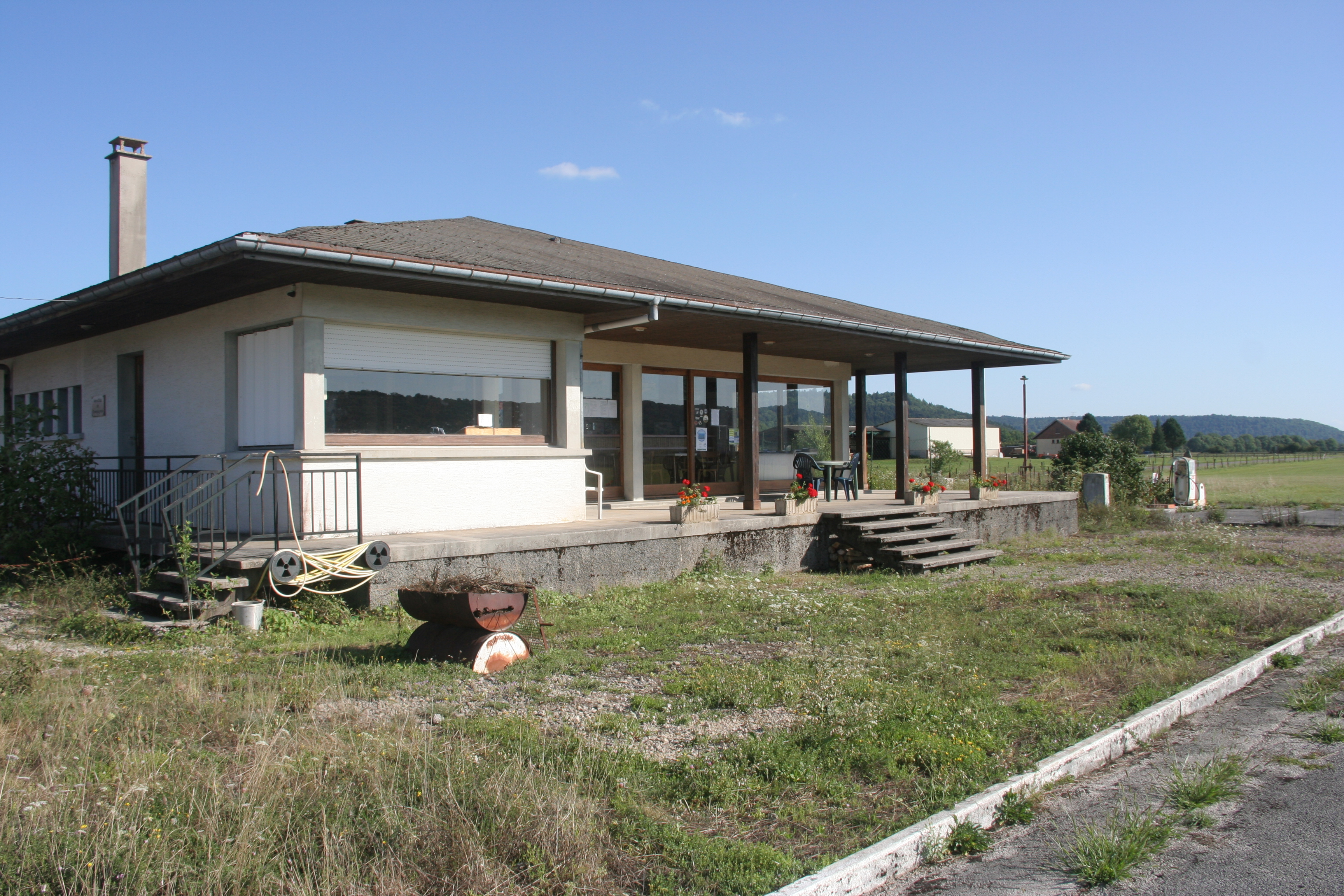
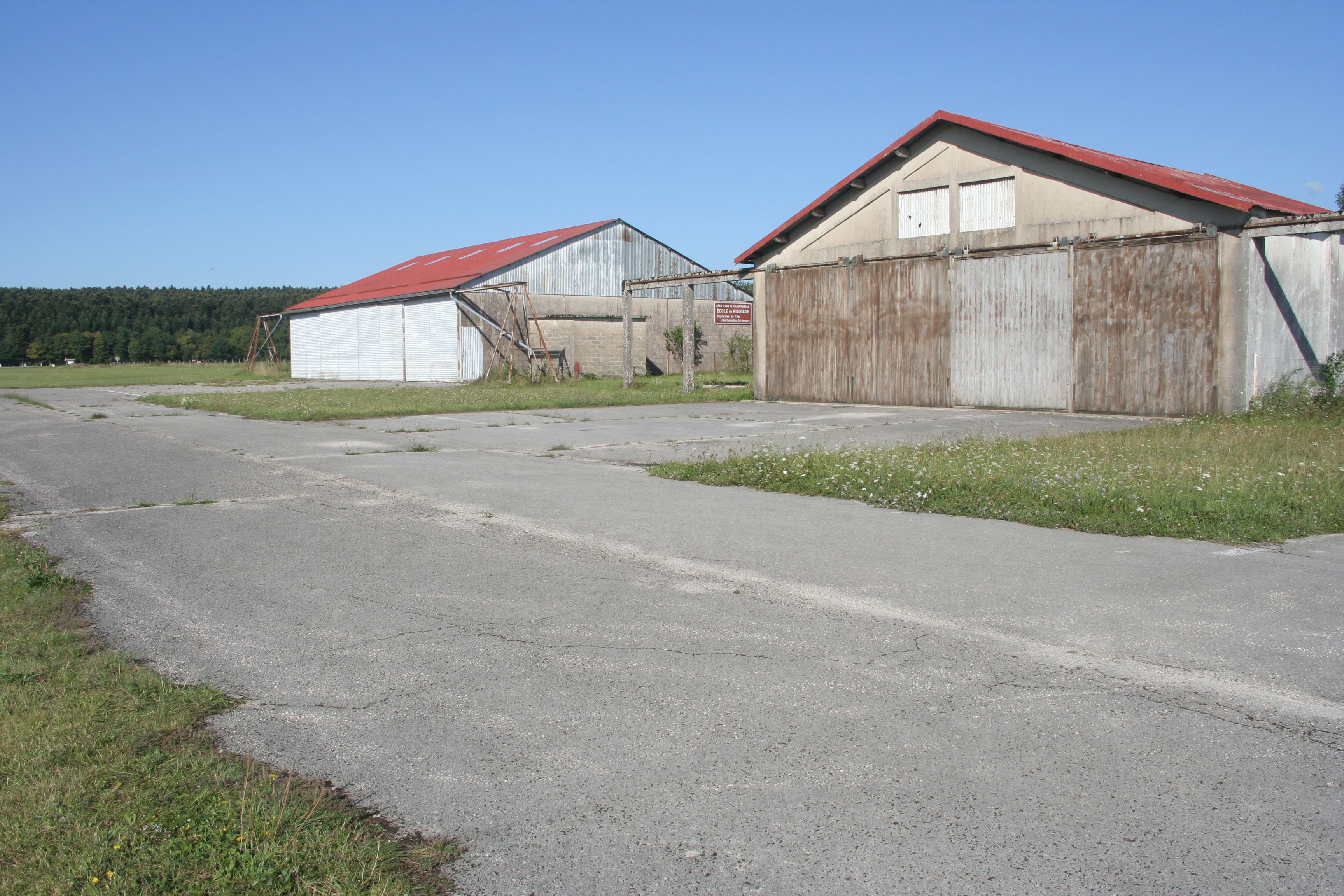